# Will Dixon
Will H. Dixon fue un compositor estadounidense, de origen afroamericano, que formó la primera banda de jazz de Nueva York, en la primavera de 1905, junto con los músicos Will Marion Cook y Jimmy Reese Europe, actuando en el "Proctor's Theatre". 
No debe confundirse con el trompetista Bill Dixon, ni con el contrabajista y compositor de blues, Willie Dixon.